# NGC 5331
NGC 5331 ist ein interagierendes Galaxienpaar im Sternbild Virgo, welche etwa 450 Millionen Lichtjahre von der Milchstraße entfernt ist. Die Zentren der beiden Galaxien sind weniger als 30″ voneinander entfernt.
Das Objekt wurde am 13. Mai 1793 von dem deutsch-britischen Astronomen Friedrich Wilhelm Herschel entdeckt.